# 襤褸の旗
襤褸の旗（らんるのはた）は、1974年（昭和49年）5月1日公開の日本映画である。「襤褸の旗」製作委員会製作。監督は吉村公三郎。モノクロ、シネマスコープ、115分。

## 概要
足尾鉱毒事件を告発した政治家・田中正造の半生を描いた作品。主演の三國連太郎は、第29回毎日映画コンクール男優演技賞を受賞した。第48回キネマ旬報ベスト・テン第8位。
新東京国際空港（現・成田国際空港）の反対運動を実施していた三里塚芝山連合空港反対同盟も協力し、撮影を行った。撮影も千葉県成田市の三里塚が用いられた。当時、反対同盟の戸村一作が参議院議員選挙に出馬予定をしており、反対同盟では選挙の宣伝になるとの思惑があった。
反対同盟の農民、支援者、学生も出演している。
映画の完成後、反対同盟は自主上映会を実施している。北原鉱治は福岡を担当し、映画を作成した理由を講演している。
後に映画『釣りバカ日誌』シリーズでコンビを組んだ三國連太郎と西田敏行が共演、西田の映画初出演作品でもある。

## スタッフ
- 監督：吉村公三郎
- 製作：木原啓允、瀬戸要、山崎守邦
- 脚本：宮本研
- 撮影：宮島義勇、関根重行
- 音楽：岡田和夫
- 美術：戸田重昌
- 編集：中静達治
- 編集助手：南トメ
- 演出助手：近藤明男
- 題字：荒畑寒村

このほか、報道写真家の三留理男も制作に携わっている。三留は2017年現在でも反対同盟の北原派主催の映画上映会で話をすることがある。

## キャスト
- 田中正造：三國連太郎
- 佐竹和三郎：田村亮
- 多々良治平：西田敏行
- 一ノ瀬宗八：辻萬長
- 正造の妻カツ：荒木道子
- 宗六：浜村純
- ヨネ（多々良治平の母）：原泉
- 古川為子：楠田薫
- 斎藤巡査：信欣三
- 南佐十：草野大悟
- 木下尚江：菅野忠彦
- タキ（一ノ瀬宗八の妹、多々良治平の妻）：大関優子
- 杉本燁子：和泉敬子
- ：灰地順
- 荒畑寒村：古谷一行
- ：菅沼赫
- ：松尾文人
- ：坂田金太郎
- ：鹿島信哉
- ：邦創典
- ：草間璋夫
- ：加藤茂雄
- 幸徳秋水：中村敦夫
- 古河市兵衛：志村喬